# Лунка-Озунулуй
Лунка-Озунулуй (рум. Lunca Ozunului) — село у повіті Ковасна в Румунії. Входить до складу комуни Озун.
Село розташоване на відстані 149 км на північ від Бухареста, 10 км на південь від Сфинту-Георге, 21 км на північний схід від Брашова.

## Населення
За даними перепису населення 2002 року у селі проживали 189 осіб.
Національний склад населення села:
| Національність | Кількість осіб | Відсоток |
| -------------- | -------------- | -------- |
| румуни         | 179            | 94,7%    |
| угорці         | 10             | 5,3%     |

Рідною мовою назвали:
| Мова      | Кількість осіб | Відсоток |
| --------- | -------------- | -------- |
| румунська | 179            | 94,7%    |
| угорська  | 10             | 5,3%     |